# فلنر و هلمر
فلنر و هلمر (انگلیسی: Fellner & Helmer) یک شرکت معماری در اتریش بوده‌است.
این شرکت که در سال ۱۸۷۳ توسط فردیناند فلنر و هرمن هلمر تأسیس شده طراح بیش از ۲۰۰ ساختمان در اروپا در قرن ۱۹ و اوایل ۲۰ میلادی بوده‌است.

## نگارخانه

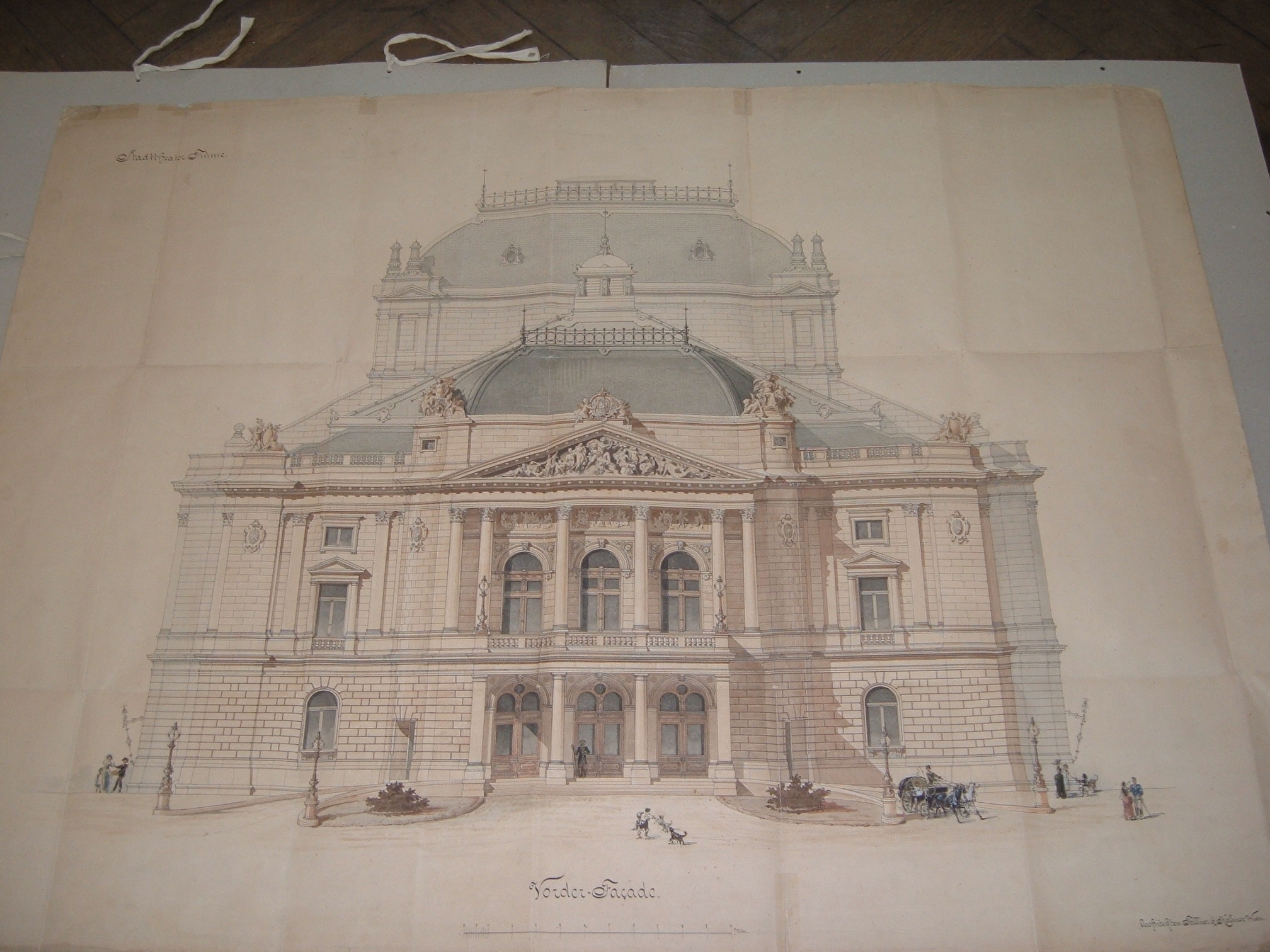
Original design of the Rijeka theatre's west façade (1882)
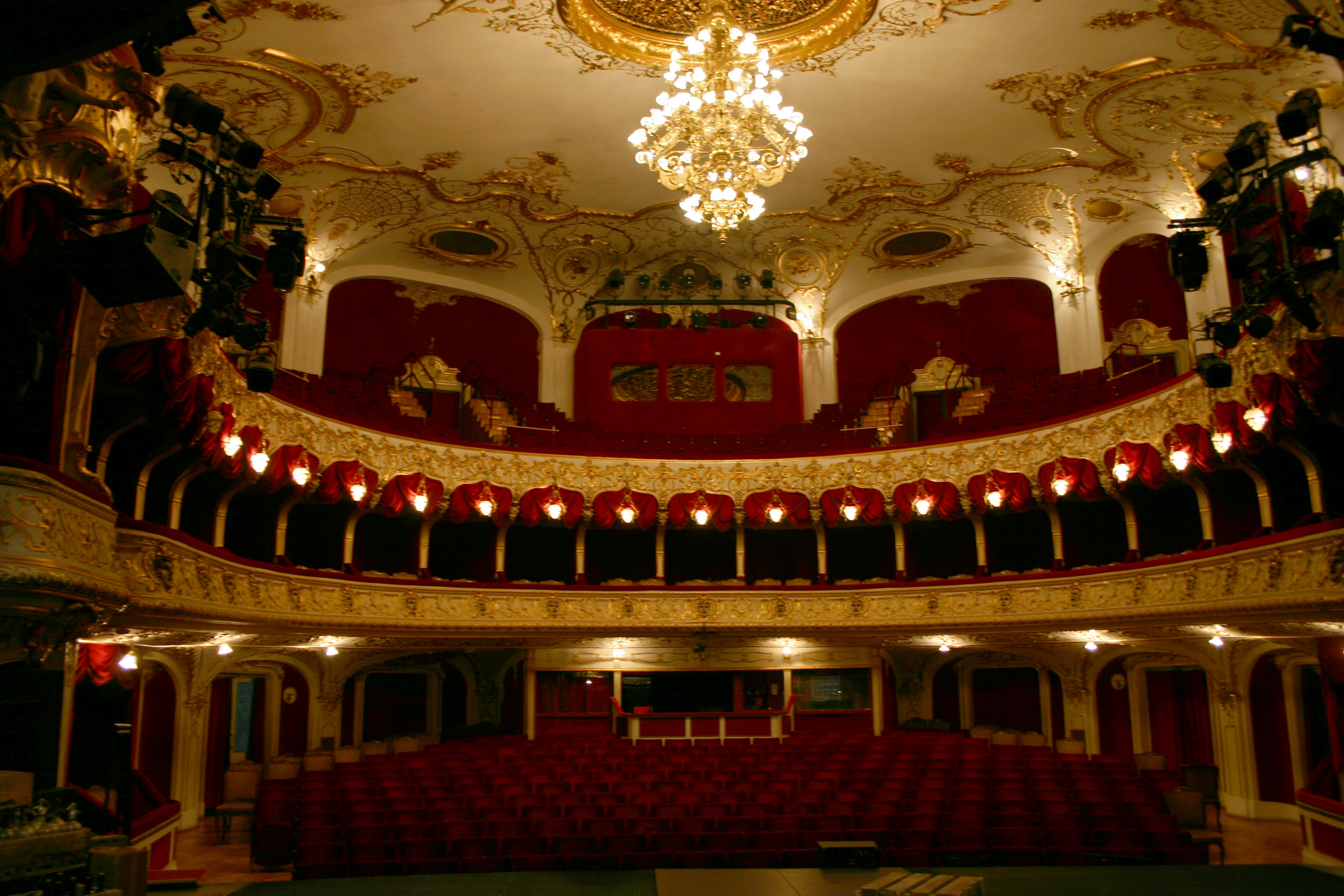
Katona József Theater auditorium
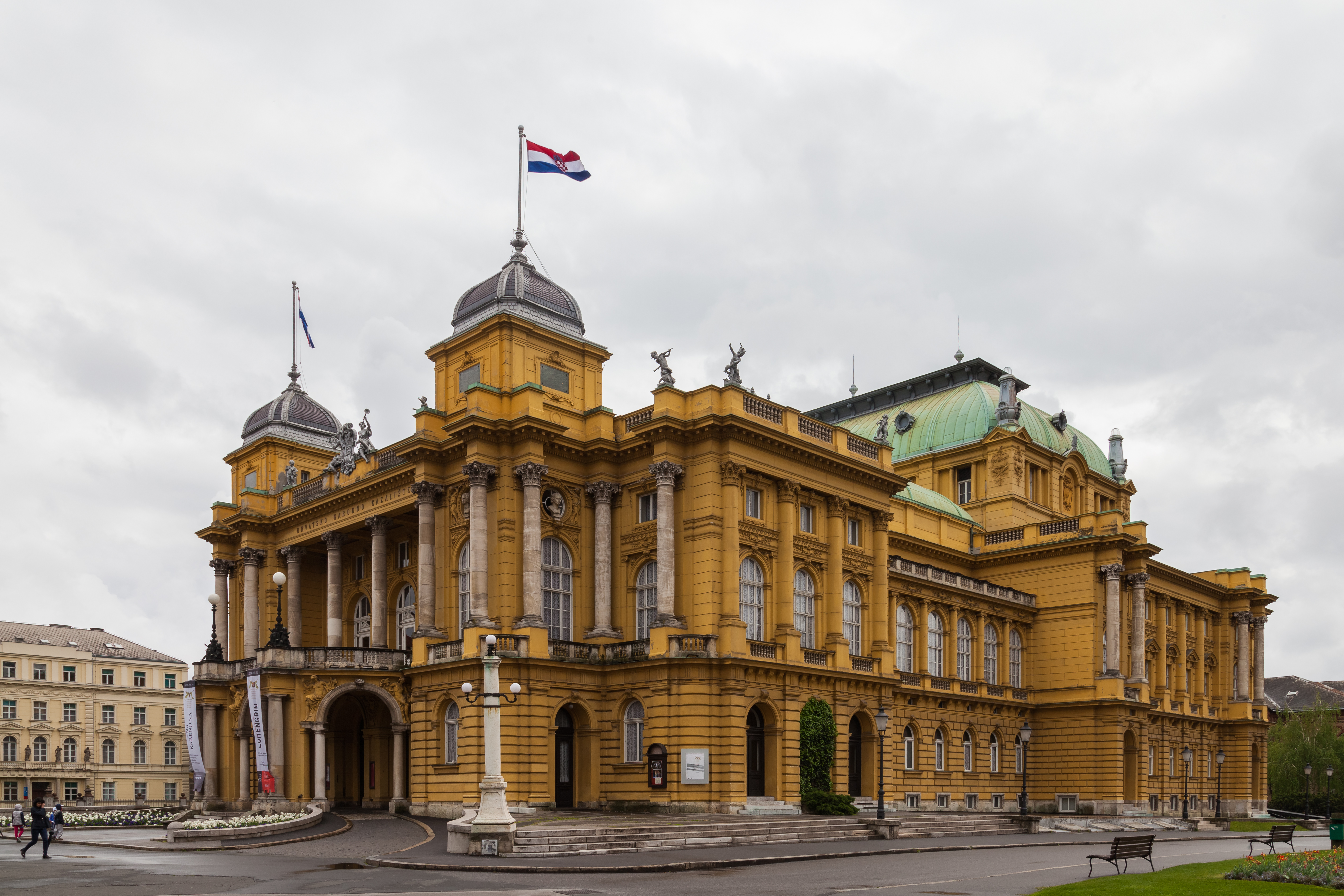
تئاتر ملی کرواسی در زاگرب
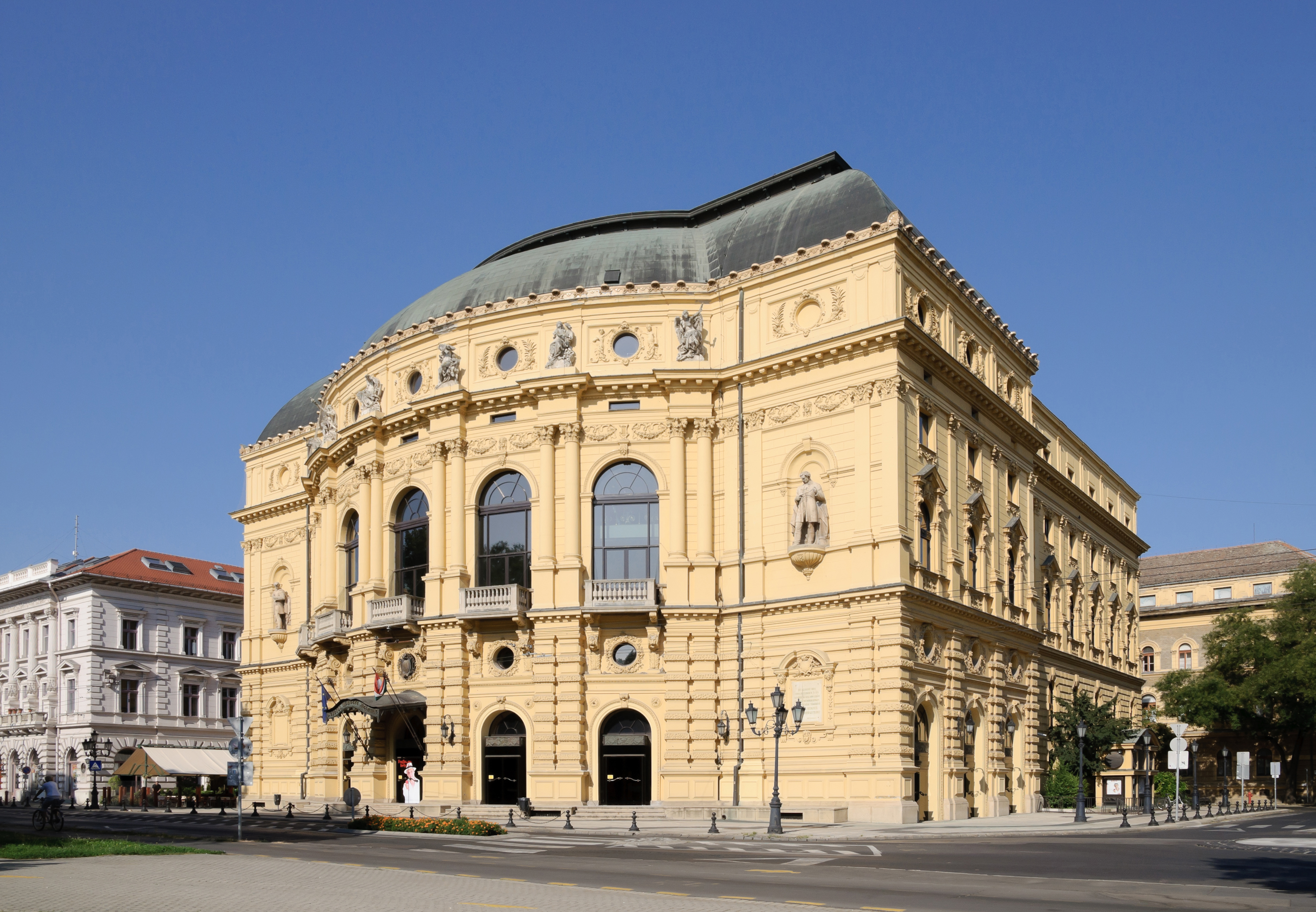
تئاتر ملی سگد،  (۱۸۸۳)
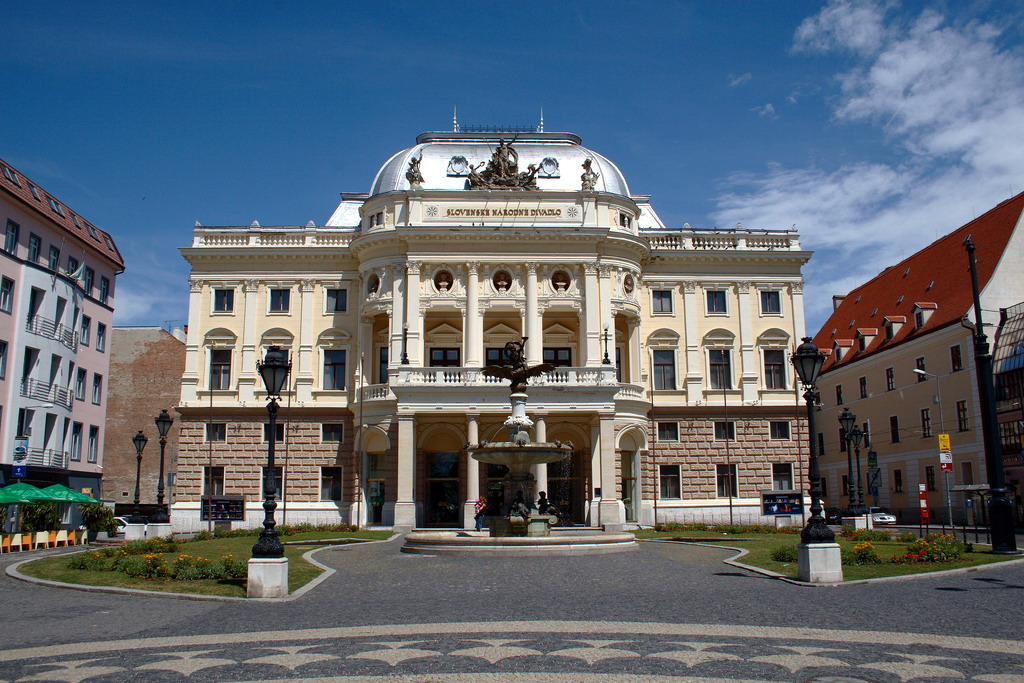
تئاتر ملی اسلواکی،  براتیسلاوا،  (۱۸۸۵-۸۶)
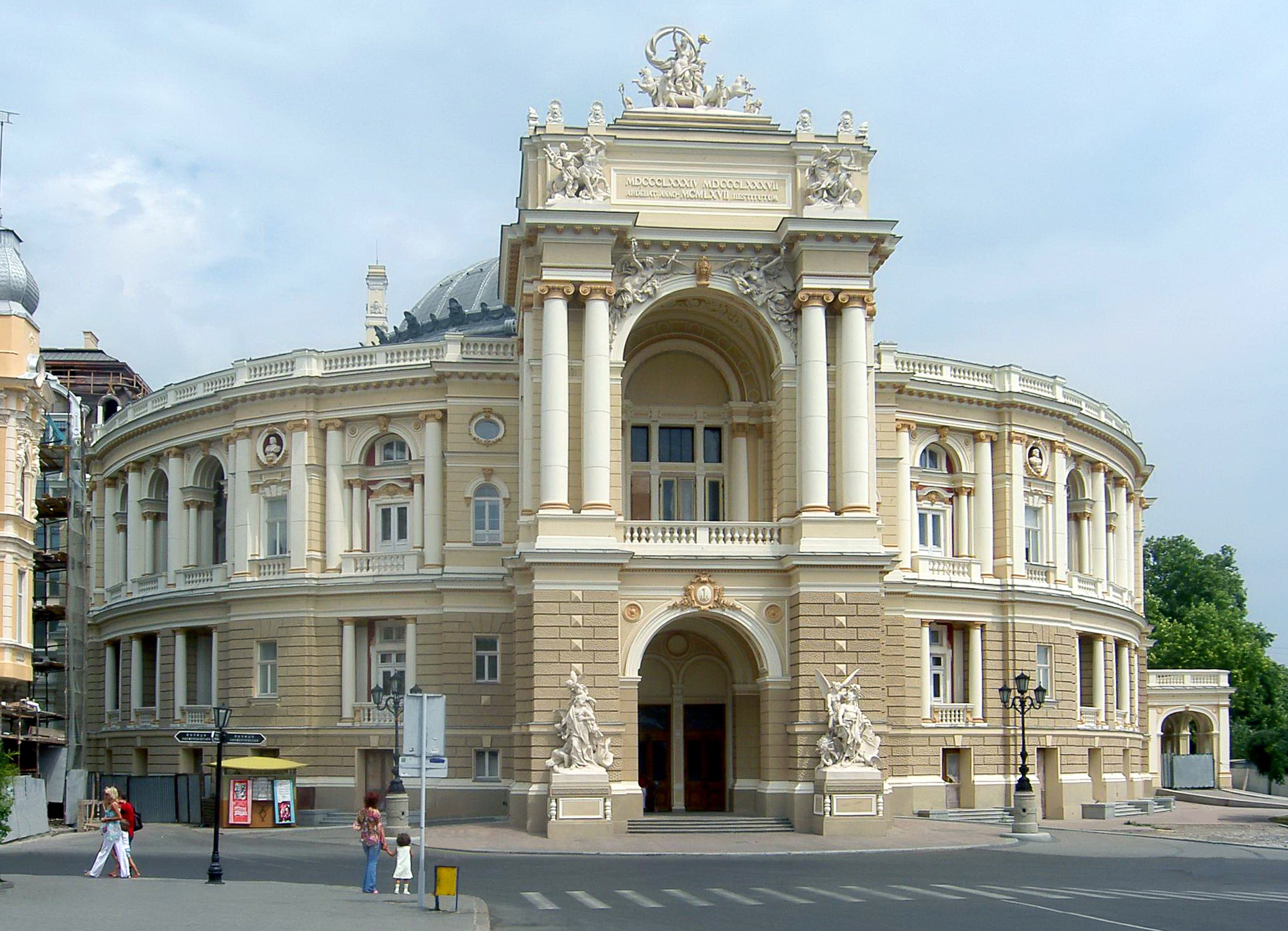
تئاتر اپرا و باله اودسا (۱۸۸۷)
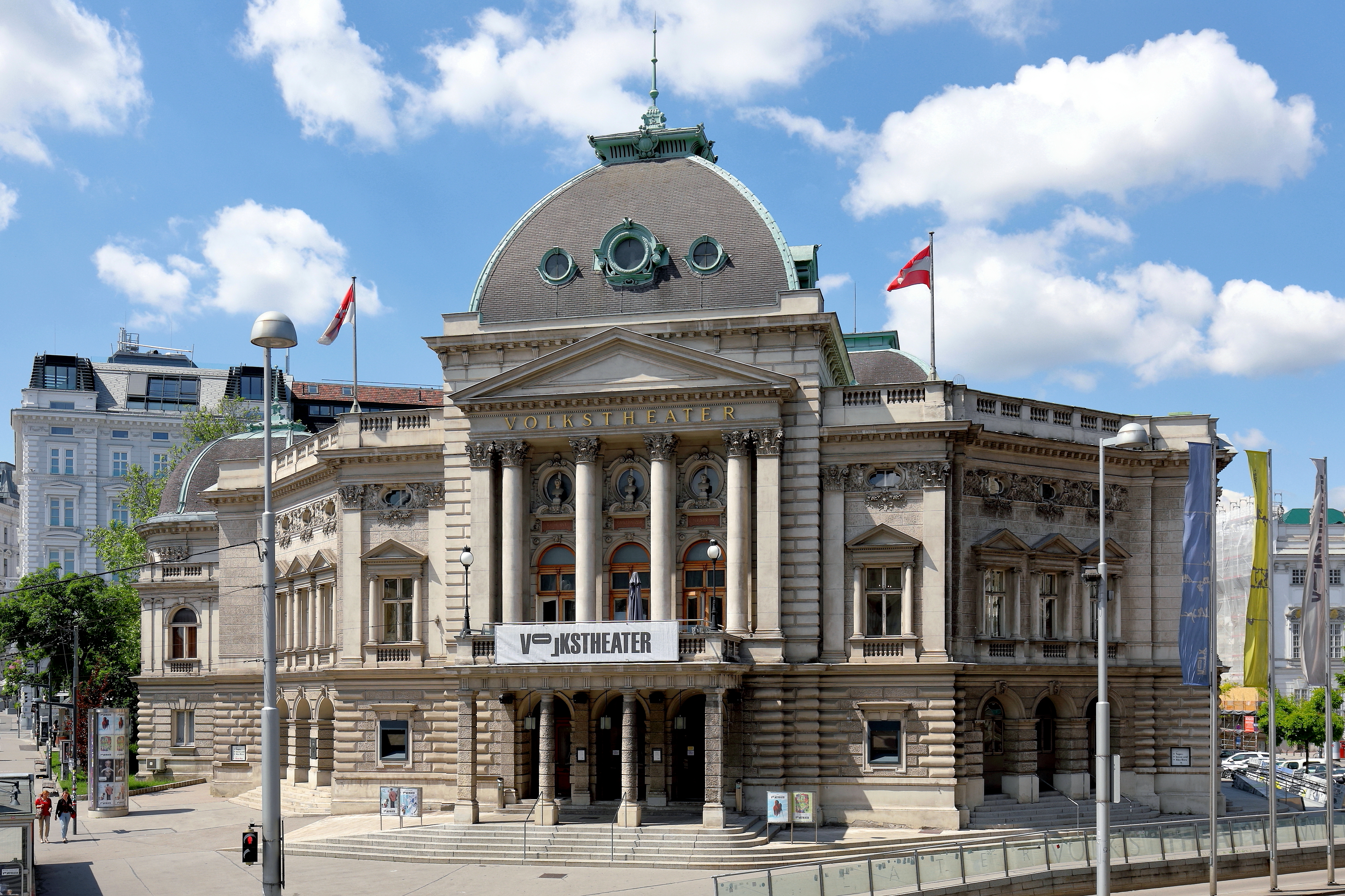
فوکس‌تئاتر، وین،  (۱۸۸۹)
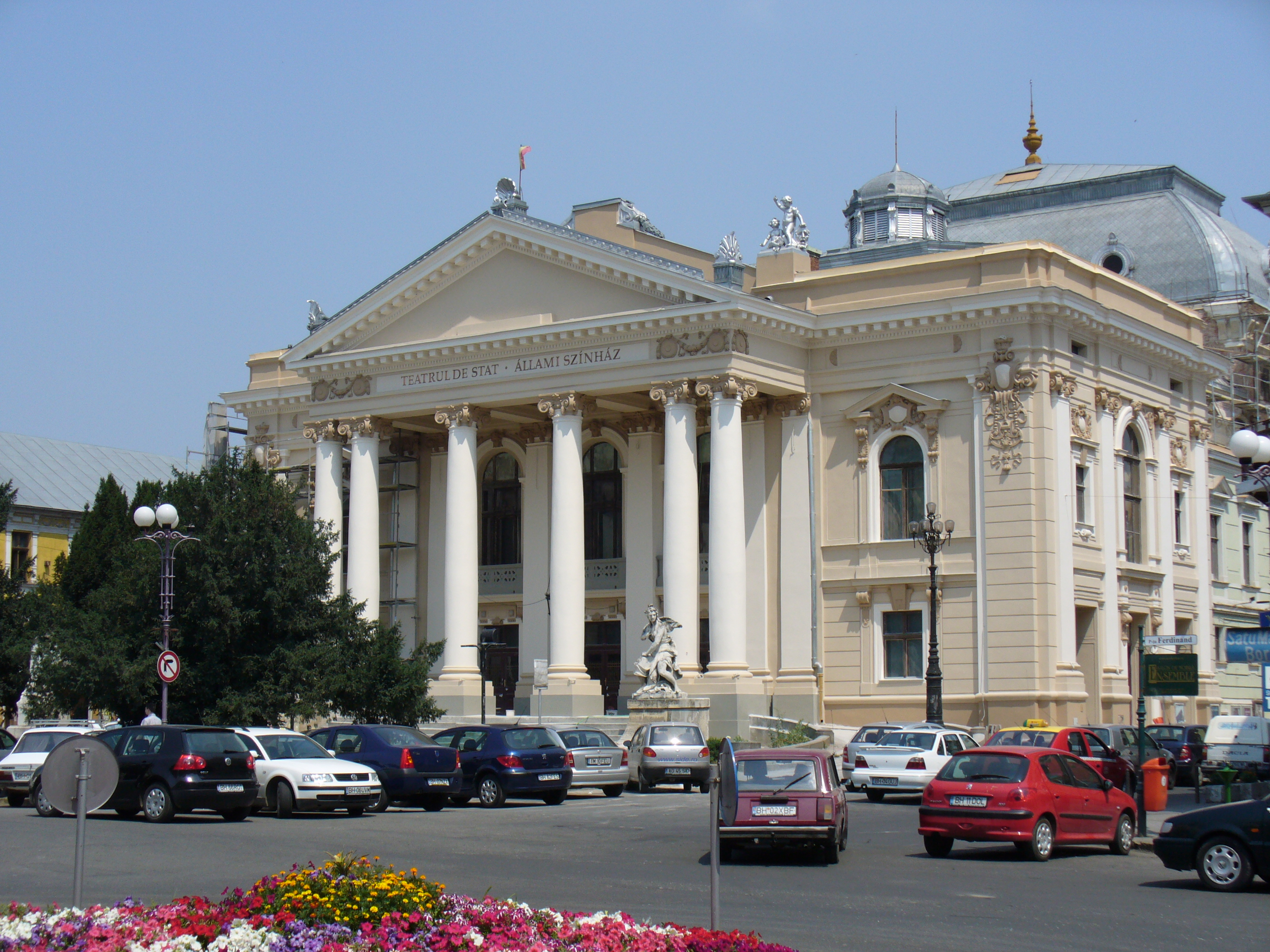
تئاتر ملی اورادئا، (۱۹۰۰), اتریش-مجارستان، رومانی کنونی
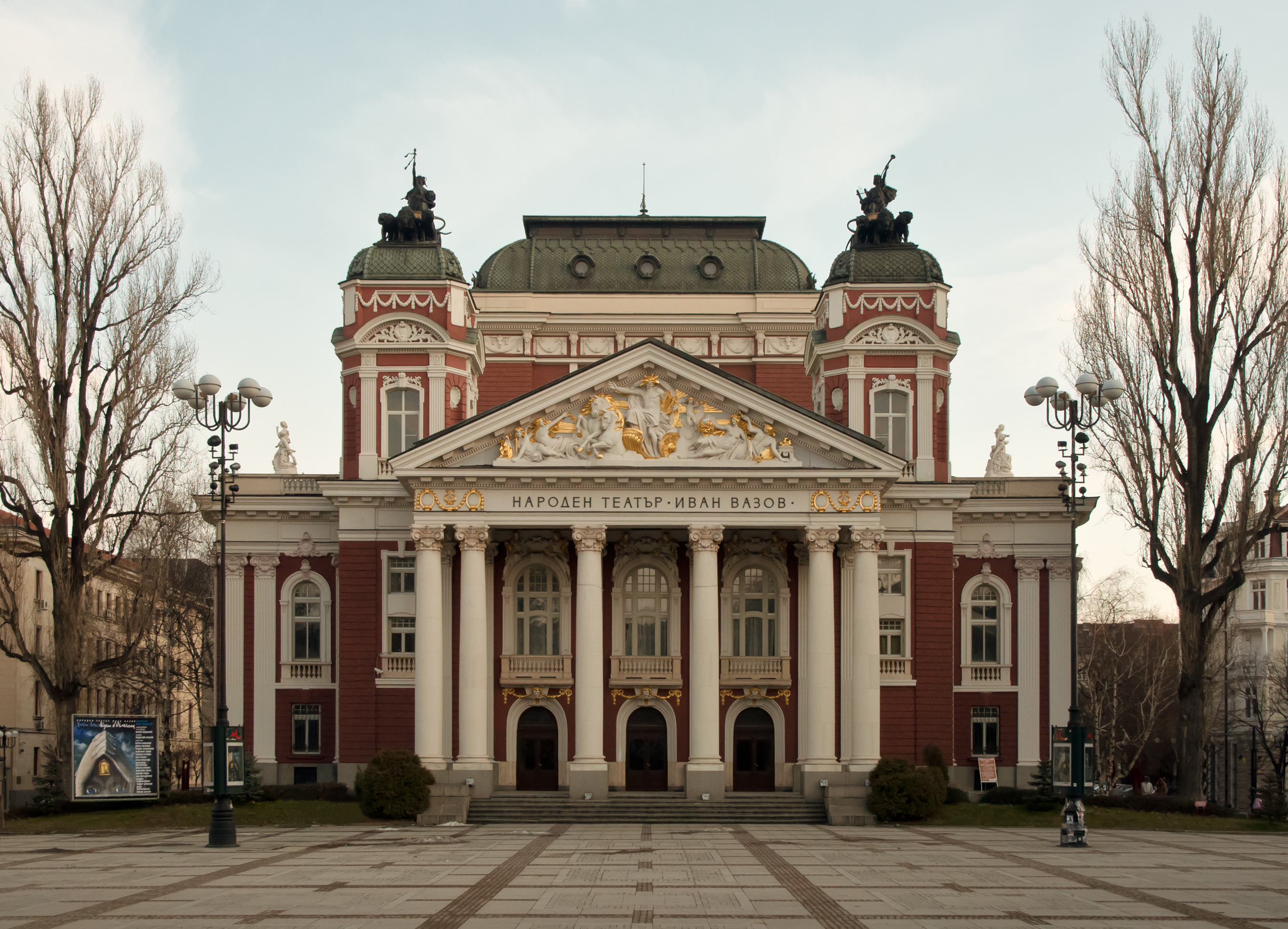
تئاتر ملی ایوان وازوف در صوفیه،  بلغارستان (۱۹۰۶)
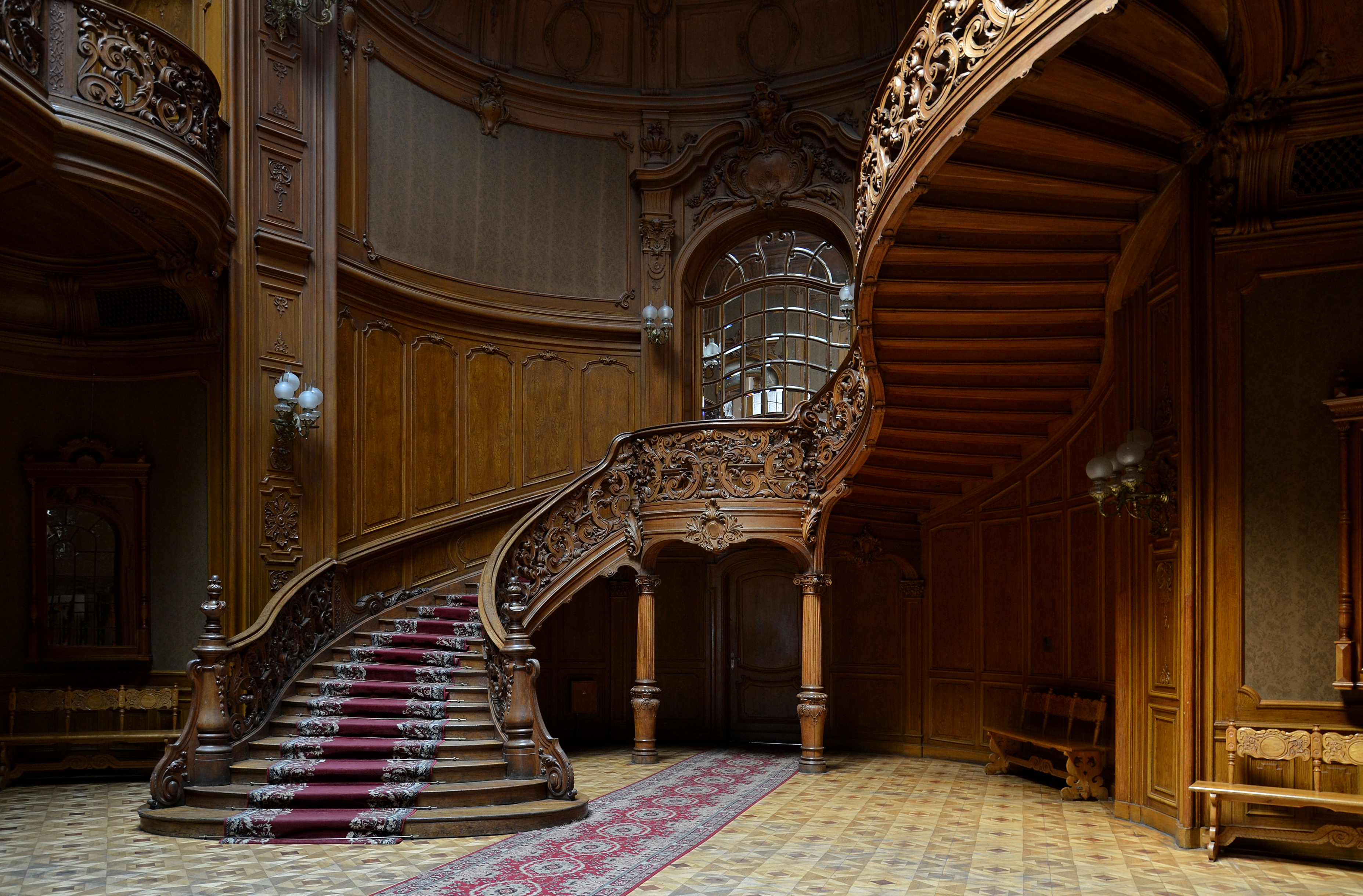
معماری داخلی راه‌پله‌های خانهٔ علوم در لووف، اکراین